# Gołąbek winnobrązowy

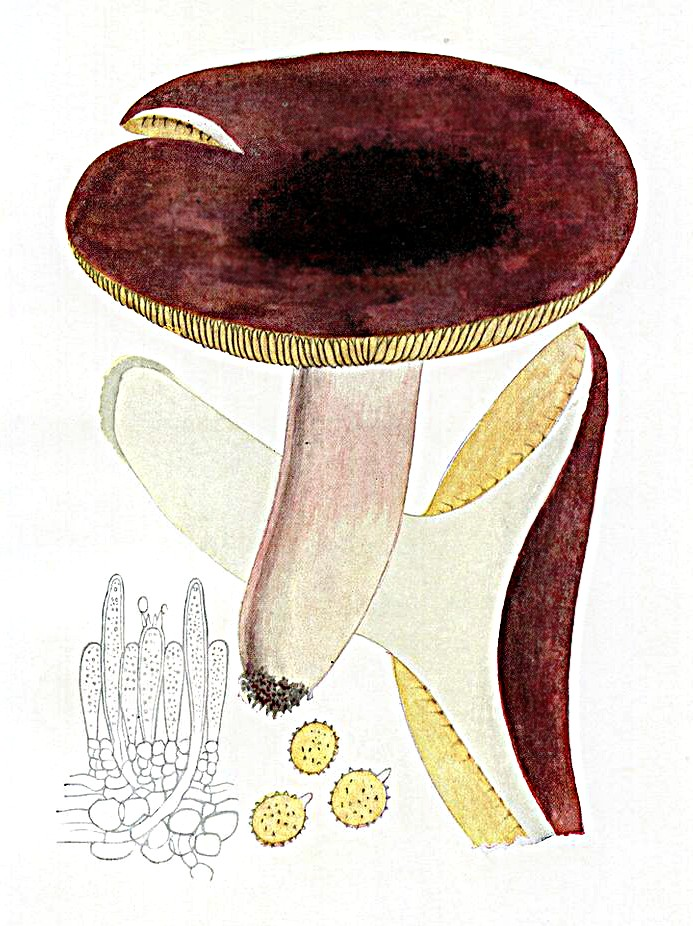

Gołąbek winnobrązowy (Russula vinosobrunnea (Bres.) Romagn.) – gatunek grzybów należący do rodziny gołąbkowatych (Russulaceae).

## Systematyka i nazewnictwo
Pozycja w klasyfikacji według Index Fungorum: Russula, Russulaceae, Russulales, Incertae sedis, Agaricomycetes, Agaricomycotina, Basidiomycota, Fungi.
Po raz pierwszy opisał go w 1838 r. Giacomo Bresàdola jako odmianę gołąbka cukrówki, nadając mu nazwę Russula alutacea var. vinosobrunnea. W 1967 r. Henri Charles Louis Romagnesi podniósł go do rangi odrębnego gatunku. Pozostałe synonimy:
- Russula vinosobrunnea var. paraolivacea Bon 1988
- Russula vinosobrunnea var. perplexa Sarnari 2005

Polską nazwę nadała Alina Skirgiełło w 1991 r.

## Morfologia
Kapelusz
Średnica 5–12 cm, mięsisty, dość zwarty, gruby, początkowo półkulisty, wypukły z podwiniętym brzegiem, następnie płaski, w środku trochę lub szeroko wklęsły, z prostym, bardzo tępym brzegiem, czasem klapowany, krótko bruzdowany. Powierzchnia czarniawo-fioletowa do fioletowo-brązowej, orzechowa, a nawet czekoladowobrązowa, czasami na środku oliwkowa. Może blaknąć do jasno brązowooliwkowej lub brudnokremowej.
Blaszki
Początkowo dość gęste, następnie rzadsze, rozwidlone niedaleko trzonu i w połowie promienia, z blaszeczkami, zwężone lub zaokrąglone przy trzonie, wybrzuszone, o szerokości 6–12 mm, początkowo jasno żółtomaślane z ochrowym odcieniem, potem jasnożółte, z wyraźnymi zmarszczkami.
Trzon
Wysokość 3,5–7,5 cm, grubość 1–3,5 cm u dołu, cylindryczny lub maczugowato pogrubiony u nasady, twardy, pełny, później mniej lub bardziej miękki i pusty. Powierzchnia biała, z nieregularnie rozmieszczonymi różowymi lub czerwonawymi plamami, lekko żółknąca, pomarszczona, a czasem nawet bardzo szorstka; górna część jest zazwyczaj biała, jakby usiana drobnymi szarawo-szklistymi granulkami.
Miąższ
Gruby, jędrny, biały, pod skórką zabarwiony fioletowo. Ma lekki owocowy zapach i łagodny smak. W fenolu barwi się na jasnofioletowo, z FeSO4 reaguje szybko, zmieniając barwę na pomarańczowoczerwoną, w gwajakolu barwi się na jasnoniebiesko.
Cechy mikroskopowe
Podstawki 45–58 × 10,5–13 µm. Bazydiospory 7,2–10 × 6,2–8 µm, szeroko elipsoidalne, pokryte dużymi brodawkami, miejscami ułożonymi paciorkowato lub połączonymi niepełnymi i niezupełnie amyloidalnymi grzebieniami. Łysinka widoczna. Cystydy do 117 × 14,5 µm wrzecionowate z długim i ostrym kończykiem, słabo reagujące z sulfowaniliną.
Cechy charakterystyczne
Charakterystycznymi cechami tego gatunku są: brudnopurpurowa barwa kapelusza, nśrodku zwykle nieco ochrowa, silne szarzenie trzonu i miąższu oraz niskie, brodawkowato-kolczaste urzeźbienie bazydiospor.

## Występowanie i siedlisko
Znany jest tylko w Europie. W Polsce do 2003 r. jedyne stanowisko podała Alina Skirgiełło, w późniejszych latach podano następne.
Naziemny grzyb mykoryzowy, występujący w lasach liściastych, w towarzystwie grabów i buków, na glebach dość ciężkich (gliniasto-krzemionkowych).
Grzyb jadalny.